# Нафта в Пенсільванії
Нафтовидобуток в Пенсільванії

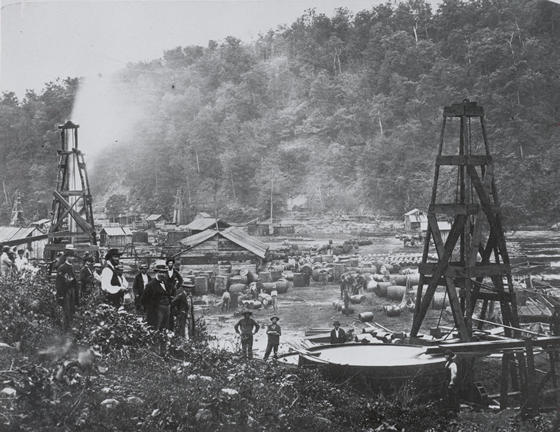
Нафта в Пенсільванії, 1862

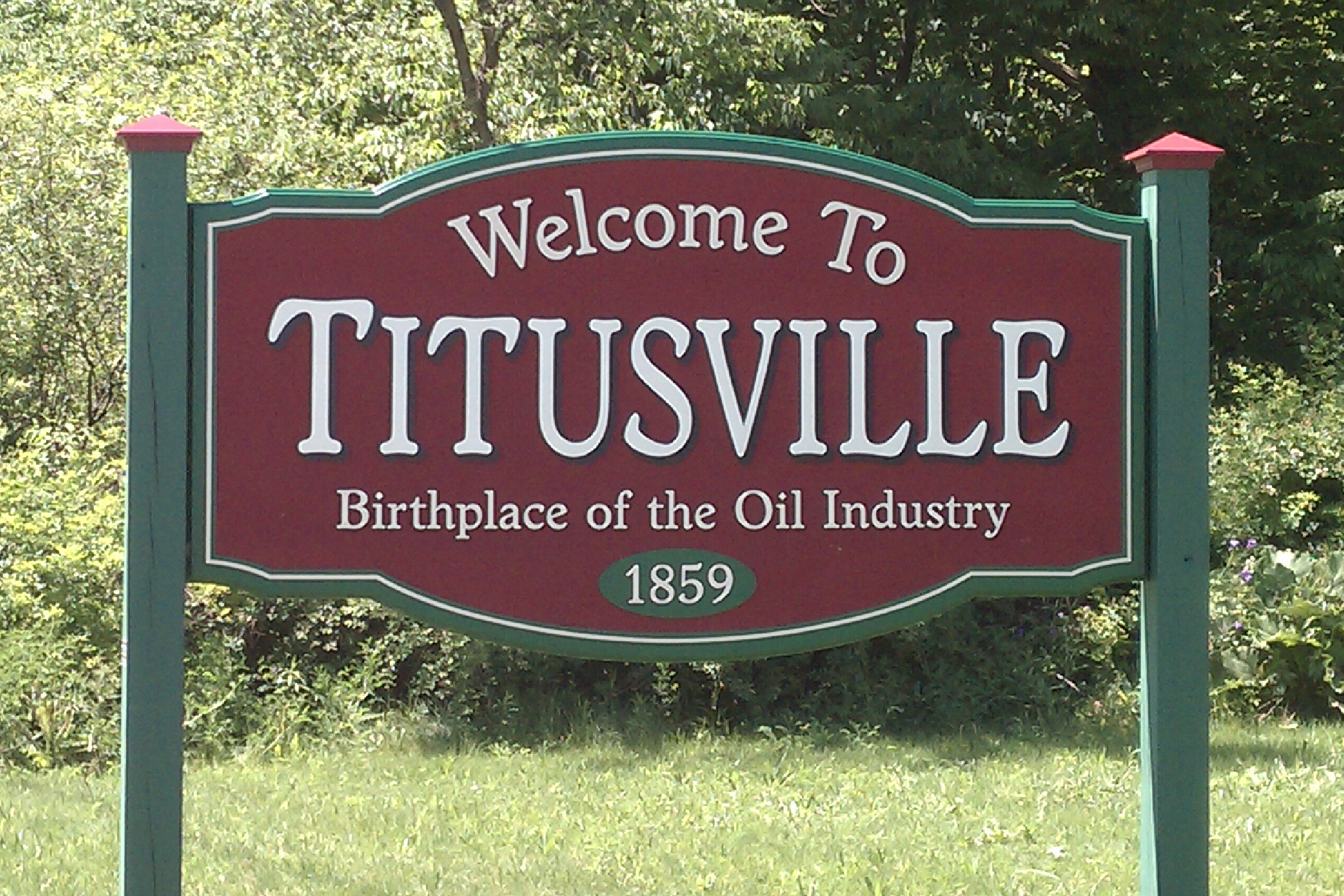
Місто Тайтусвіль — центр нафтової промисловості в Західній Пенсільванії (1896 р.)

Нафтовий пік почався в Тітусвіллі, штат Пенсільванія, в долині Оіл-Крік, коли Едвін Л. Дрейк відкрив там «нафтову породу». Тітусвіль та інші міста в околиці швидко розширилися, оскільки нафтові свердловини та нафтопереробні заводи розвернулися по всьому регіону. Нафта швидко стала одним з найцінніших товарів у Сполучених Штатах, а залізниця розширилася до Західної Пенсільванії, щоб переправити нафту до решти країни.
До середини 1870-х років нафтовидобувна промисловість добре зарекомендувала себе. Видобуток нафти у Пенсільванії досяг піку в 1891 році, а пізніше перевершений західними штатами, такими як Техас і Каліфорнія, але деякі нафтові промисловості залишаються в Пенсільванії.
Вже 1860 р. вздовж Ойл-Крік утворився Нафтовий район де діяло 75 свердловин і 15 установок для переробки сирої нафти на гас, загальний видобуток у цьому році склав 450 тис. барелів. У 1861 р. бурильники вперше натрапили на геологічні умови нафтових «фонтанів» (фонтануючих свердловин), що різко збільшило масштаби видобутку. У 1862 р. він досяг 3 млн барелів.
У 1861 році буріння свердловин через Нафтову долину примусило знизити ціну на нафту з 10 доларів за барель до 10 центів за барель. У відповідь, виробники в регіоні сформували асоціацію Oil Creek, щоб обмежити випуск і підтримувати мінімальну ціну в 4 долари за барель.